# Síndrome de Lown-Ganong-Levine
La síndrome de Lown-Ganong-Levine (SLGL) és una síndrome de preexcitació del cor. Les persones amb SLGL tenen episodis de batec cardíac anormal amb un interval PR curt i complexos QRS normals vists al seu electrocardiograma quan estan en un ritme sinusal normal. Originalment es pensava que la SLGL es devia a una connexió elèctrica anormal entre les aurícules i els ventricles, però ara es creu que es deu a una conducció accelerada a través del nòdul auriculoventricular en la majoria dels casos. La síndrome porta el nom de Bernard Lown, William Francis Ganong, Jr. i Samuel A. Levine.

## Pronòstic
Les persones amb aquesta síndrome no tenen un major risc de mort sobtada. L'única morbiditat associada a la síndrome és l'aparició d'episodis paroxístics de taquicàrdia que poden ser de diversos tipus, com ara taquicàrdia sinusal, taquicàrdia de reentrada del nòdul auriculoventricular, fibril·lació auricular o aleteig auricular.